# Hvozdec (České Budějovice-i járás)
Hvozdec település Csehországban, a České Budějovice-i járásban. Hvozdec Štěpánovice, Lišov és Zvíkov településekkel határos. Lakosainak száma 139 fő (2024. január 1.).

## Népesség
A település lakosságának változását az alábbi diagram mutatja:
| Lakosok száma | 137  | 150  | 162  | 133  | 76   | 60   | 133  | 129  | 137  | 139  |
|               | 1869 | 1890 | 1921 | 1950 | 1980 | 2001 | 2017 | 2019 | 2022 | 2024 |